# Agatha Moreira
Agatha Cerqueira Pereira Moreira (Rio de Janeiro, 19 de janeiro de 1992) é uma atriz e ex-modelo brasileira.

## Biografia
Nascida no Rio de Janeiro, foi criada no bairro de Olaria. É filha da motorista Enilda Cerqueira e do comerciante aposentado Antônio Moreira e tem como irmãos Cristiane Moreira e Augusto Cerqueira. Seus pais se separaram quando Agatha tinha 3 anos e ela ficou morando com o pai, um acordo familiar, uma vez que ele tinha melhores condições de vida de criar os filhos naquela ocasião. É prima da atriz Samara Felippo, a quem atribuiu a inspiração para também entrar no universo da atuação.

## Carreira
Em 2006, aos 14 anos, realizou um teste para modelos na sede brasileira da agência internacional Elite Model Management sob indicação de sua tia, Lea Felippo, mãe da atriz Samara Felippo. Na época Agatha não tinha um book profissional, levando para os testes fotos improvisadas com sua própria câmera, o que não interferiu para que ela fosse aprovada entre as 20 modelos contratadas. Em 2009, aos 17 anos, passou a ser agenciada pela 40º Graus Models e foi enviada para o Chile, onde morou e modelou para estilistas de toda América Latina. Durante este tempo viajou para o Japão, Republica Dominicana e Peru para realizar trabalhos temporários. Em dezembro de 2009, fez uma pequena participação na novela Viver a Vida (telenovela) como uma circense (figuração). Em 2010 morou seis meses na Coreia do Sul, onde além dos trabalhos convencionais como modelo, também participou do videoclipe "Shut Up! (시끄러)", da boy band sul-coreana U-KISS. No mesmo ano passou mais seis meses em Miami, nos Estados Unidos. Em 2011 morou em Nova Iorque, onde fotografou para revistas como Vogue e Stylist. Nesta época Agatha planejava deixar a carreira de modelo para voltar ao Brasil e cursar teatro, engatando uma carreira na atuação, mas precisava juntar um montante para pagar o ensino, trabalhando ao mesmo tempo como modelo e promoter de eventos nos tempos livres, conseguindo o valor necessário para pagar seus estudos.
Em 2012, de volta ao Brasil, Agatha consegue realizar o curso de teatro. Nesta época recebeu um e-mail de recrutamento para um teste na Rede Globo, porém, sem dinheiro para chegar ao Projac por ter largado a carreira de modelo e estar passando algumas dificuldades financeiras, Agatha teve que ligar explicando a situação e enviou um vídeo caseiro contendo o texto interpretativo que eles pediam. Mesmo sem ter comparecido pessoalmente, a jovem foi aprovada como protagonista da vigésima temporada de Malhação, ao lado de Alice Wegmann, telenovela no qual sua prima também havia ganhado notoriedade treze anos antes – interpretando a sonhadora Ju. Em 2014 interpretou a patricinha Giselle em Em Família. Em 2015 interpretou seu papel de maior repercussão até então, a vilã mimada Giovanna, em Verdades Secretas. Também participou da décima segunda temporada do talent show Dança dos Famosos. Em 2016, interpretou a patricinha rebelde Camila em Haja Coração, personagem que começava com traços de antagonismo, formando um dos casais principais junto com Jayme Matarazzo. Em 2017, interpretou a Marquesa Domitila de Castro Canto e Melo em Novo Mundo, uma jovem sofrida que se torna uma sedutora vilã e amante de Dom Pedro I. Em 2018, interpretou a doce e romântica Ema Cavalcante na novela das seis Orgulho e Paixão. Em 2019, interpretou a grande vilã psicopata Josiane em A Dona do Pedaço, uma jovem alpinista social sem escrúpulos, rival da própria mãe, a protagonista Maria da Paz (Juliana Paes). O maior personagem de sua carreira.
Em 2021 confirmou participação na continuação da novela Verdades Secretas, com o cabelo loiro e curtinho, voltando a viver Giovanna que está determinada a provar que Angel (Camila Queiroz) matou seu pai, o empresário Alex (Rodrigo Lombardi), e contrata um investigador misterioso e envolvido com o mundo da moda, Cristiano (Rômulo Estrela), e acaba se apaixonando pelo modelo. Em 2022, fez uma participação na estreia da novela Cara e Coragem da TV Globo.
Em 2023 integrou o elenco de Terra e Paixão dando vida a Graça, uma modelo arrogante, esnobe e preconceituosa, onde não aceitou perder seu noivo Daniel (Johnny Massaro) para uma mulher negra e de classe baixa, e com a ajuda da sogra, planejou o famoso golpe da barriga, na esperança de poder segurar seu noivo. Marcando esta sua quarta parceria com o autor Walcyr Carrasco, sendo todas elas como vilã.
Em 2024, interpreta sua primeira protagonista no horário nobre, a vingativa Luma em Mania De Você, marcando então sua primeira parceria com o autor João Emanuel Carneiro

## Vida pessoal
Entre 2010 e 2012 namorou por dois anos o ator Pablo Morais, na época os dois trabalhavam juntos como modelos, chegando a morar juntos em Nova York. Em 2013 começou a namorar o cineasta Pedro Nicoll, terminando o relacionamento em abril de 2016. Em outubro de 2016 começou a namorar o ator Pedro Lamin, com o relacionamento chegando ao fim em maio de 2018. Durante as gravações da novela Orgulho e Paixão começou a namorar o ator Rodrigo Simas, seu par romântico na trama, sendo oficializado apenas em janeiro de 2019.

## Filmografia

### Televisão
| Ano     | Título                        | Personagem                             | Notas                  |
| ------- | ----------------------------- | -------------------------------------- | ---------------------- |
| 2012-13 | Malhação: Intensa como a Vida | Juliana Menezes (Ju)                   | Temporada 20           |
| 2014    | Em Família                    | Giselle Dutra Noronha Muniz            |                        |
| 2015    | Verdades Secretas             | Giovanna Lovatelli Ticiano (Kika)      |                        |
| 2015    | Dança dos Famosos             | Participante (5º lugar)                | Temporada 12           |
| 2016    | Haja Coração                  | Camila Abdala Varella                  |                        |
| 2017    | Novo Mundo                    | Domitila de Castro, Marquesa de Santos |                        |
| 2018    | Orgulho e Paixão              | Ema Cavalcante Pricelli                |                        |
| 2019    | A Dona do Pedaço              | Josiane Sobral Ramirez Matheus (Jô)    |                        |
| 2021    | Verdades Secretas II          | Giovanna Lovatelli Ticiano (Kika)      |                        |
| 2022    | Cara e Coragem                | Ela mesma                              | Episódio: "30 de maio" |
| 2023    | Terra e Paixão                | Graça Junqueira                        |                        |
| 2024    | Mania de Você                 | Luma Gurgel Molina                     |                        |

### Cinema
| Ano  | Título                          | Personagem           |
| ---- | ------------------------------- | -------------------- |
| 2021 | Missão Cupido                   | Morte                |
| 2021 | Pixinguinha, Um Homem Carinhoso | Gaby                 |
| 2022 | Os Caras Malvados               | Diane Raposina (voz) |

### Vídeos musicais
| Ano  | Título                  | Artista     |
| ---- | ----------------------- | ----------- |
| 2010 | "Shut Up! (시끄러)"     | U-KISS      |
| 2017 | "Linda, Louca e Mimada" | Oriente     |
| 2018 | "Keep on Lovin'"        | Cat Dealers |

## Prêmios e indicações
| Ano  | Prêmio                    | Categoria                | Trabalho               | Resultado |
| ---- | ------------------------- | ------------------------ | ---------------------- | --------- |
| 2015 | Prêmio Jovem Brasileiro   | Melhor Atriz Jovem       | Verdades Secretas      | Venceu    |
| 2015 | Prêmio Extra de Televisão | Melhor Atriz Coadjuvante | Verdades Secretas      | Indicada  |
| 2015 | Prêmio Quem de Televisão  | Melhor Revelação         | Verdades Secretas      | Indicada  |
| 2015 | Melhores do Ano           | Melhor Atriz Revelação   | Verdades Secretas      | Indicada  |
| 2016 | Troféu Internet           | Revelação do Ano         | Verdades Secretas      | Indicada  |
| 2019 | Melhores do Ano           | Melhor Atriz Coadjuvante | A Dona do Pedaço       | Indicada  |
| 2019 | Prêmio Contigo! Online    | Melhor Atriz Coadjuvante | A Dona do Pedaço       | Indicada  |
| 2019 | Troféu UOL TV e Famosos   | Melhor Atriz             | A Dona do Pedaço       | Indicada  |
| 2019 | Prêmio Área VIP           | Personagem do Ano        | A Dona do Pedaço       | Indicada  |
| 2019 | Prêmio Arcanjo de Cultura | Streaming TV             | A Dona do Pedaço       | Indicada  |
| 2020 | Troféu Internet           | Melhor Atriz             | A Dona do Pedaço       | Indicada  |
| 2020 | Prêmio Geração Glamour    | Atriz do Ano             | A Dona do Pedaço       | Venceu    |
| 2020 | Meus Prêmios Nick         | Ship do Ano              | Agatha e Rodrigo Simas | Indicada  |
| 2020 | Prêmio F5                 | Casal do Ano             | Agatha e Rodrigo Simas | Indicada  |
| 2023 | BreakTudo Awards          | Melhor Atriz Nacional    | Terra e Paixão         | Indicada  |
| 2024 | Melhores do Ano           | Atriz de Novela          | Mania de Você          | Indicada  |
| 2024 | Prêmio Área VIP           | Melhor Atriz             | Mania de Você          | Indicada  |
| 2025 | Troféu Internet           | Melhor Atriz             | Mania de Você          | Indicada  |